# Cascade trophique

Schéma illustrant une cascade impliquant un superprédateur, un herbivore et un arbre consommé par cet herbivore.

En écologie, les cascades trophiques sont des cascades qui découlent d'interactions prédateur-proie qui affectent l'abondance, la biomasse ou la productivité de plus d'un niveau au sein d'un réseau trophique. Cela se produit lorsqu'un prédateur réduit l'abondance ou modifie le comportement de sa proie, ce qui diminue la prédation sur le prochain niveau trophique inférieur.
Les cascades trophiques ont initialement été perçues comme un mécanisme peu commun et typique des écosystèmes aquatiques peu diversifiés, parce que les premières évidences empiriques ont été décrites dans ce type de milieu. Aujourd'hui, on dispose d'exemples de cascades dans tous les principaux biomes, tant terrestres qu'aquatiques, des tropiques aux pôles.
Le concept de cascade trophique trouve des applications en conservation, gestion et restauration des écosystèmes, ainsi qu'en génie écologique.

## Histoire de la théorie

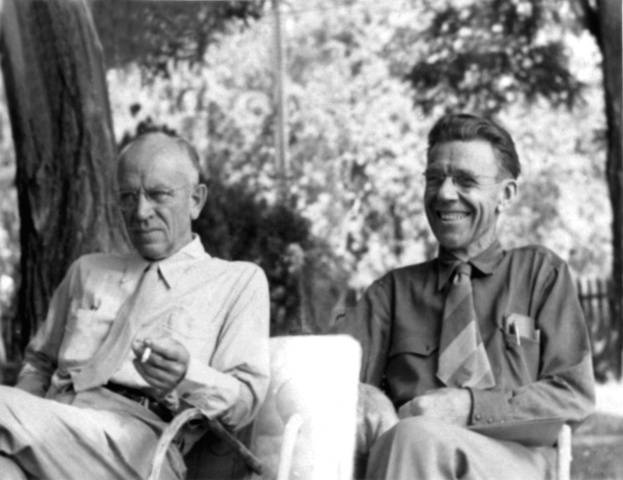
Aldo Leopold (à gauche), en 1946, en compagnie de Olaus Murie.

L'écologiste américain Aldo Leopold est généralement considéré comme le premier à avoir décrit, dans un ouvrage de 1949, le mécanisme de la cascade trophique après avoir observé une augmentation du broutement par les cerfs à la suite de l'extermination des loups par l'humain. Une dizaine d'années plus tard, Hairston, Smith et Slobodkin  ont repris l'idée dans une perspective scientifique. Ces derniers ont posé l'hypothèse selon laquelle les populations d'herbivores ne sont pas limitées par leurs ressources alimentaires, mais plutôt par leurs prédateurs. Cela implique que les prédateurs limitent l'abondance des herbivores, ce qui favorise la croissance des végétaux. Dans la foulée des événements, Hrbáček et ses collègues publient leurs résultats montrant que, dans des étangs artificiels, la prédation par des poissons réduit l'abondance de zooplancton, menant à une augmentation de l'abondance de phytoplancton.

## Exemples documentés de cascades trophiques

### Dans les forêts de kelp

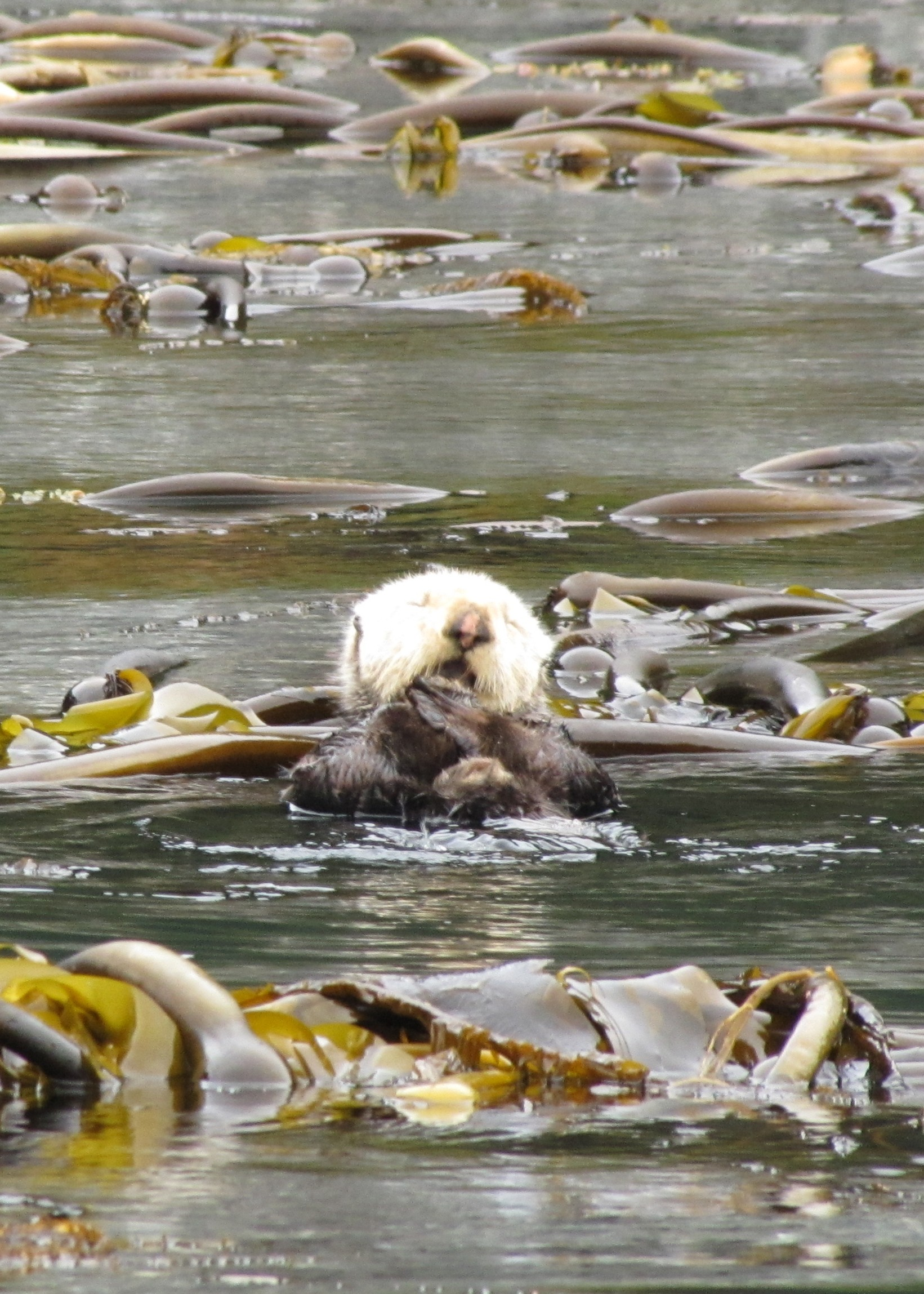
Loutre de mer nageant entre des algues brunes en Alaska.

Un exemple classique de cascade trophique est celui des loutres dans les forêts de kelp. Dans les années 1970, Estes et Palmisano ont étudié la structure de communautés littorales des îles Aléoutiennes. Des populations de loutres de mer (Enhydra lutris) étaient soit absentes, soit présentes dans ces communautés. En comparant la densité d'oursins (Strongylocentrotus sp.) et la végétation, ils ont observé une densité plus élevée d'oursins et un couvert d'algue faible là où les loutres étaient absentes. Étant donné que les loutres sont prédateurs des oursins et que les oursins broutent les algues, les chercheurs ont conclu que la présence de loutres contrôle les populations d'oursins, ce qui réduit l'impact de ces derniers sur les communautés d'algues. 
À la suite de la publication de cette étude, d'autres auteurs ont testé l'hypothèse de la cascade trophique loutre-oursin-algue et sont arrivés aux mêmes conclusions qu'Estes et Palmisano,,. Toutefois, certains chercheurs demeuraient sceptiques quant à l'extrapolation du rôle des loutres, notamment en raison de la petite échelle spatiale à laquelle les études dans les forêts de kelp avaient été menées jusque-là. Vingt ans après l'article de Estes et Palmisano, Estes et Duggins publient de nouvelles observations faites dans sept localités en Alaska pendant une période de trois à 15 ans. Leurs données montrent que l'effet des loutres de mer sur les populations d'oursins et ultimement sur les communautés d'algues est généralisable à une grande échelle spatiale, laissant peu de doutes quant à l'hypothèse initiale de la cascade trophique.

#### De nouveaux joueurs
Avant l'arrivée des Européens en Amérique du Nord, les loutres de mer étaient abondantes le long de la côte ouest. La chasse intensive pour le commerce de leur fourrure a mené a un déclin important de leur population et à des extinctions locales,. Ce sont justement ces extinctions locales qui ont permis de comparer les forêts de kelp avec et sans loutres et de mettre en évidence l'influence de ces dernières. Les loutres sont devenues une espèce protégée au début des années 1900, ce qui a contribué à l'accroissement de leur population et au rétablissement des communautés d'algues.
Or, les loutres de mer de la côte ouest américaine sont l'objet du prédation croissante par les épaulards (Orcinus orca). Cette prédation a vraisemblablement mené à un nouveau déclin des loutres, associé à un déclin du couvert d'algues en Alaska. Récemment, en Californie, la prédation sur les loutres par les requins blancs (Carcharodon carcharias) a augmenté drastiquement.

### La peur d'un prédateur peut induire une cascade trophique

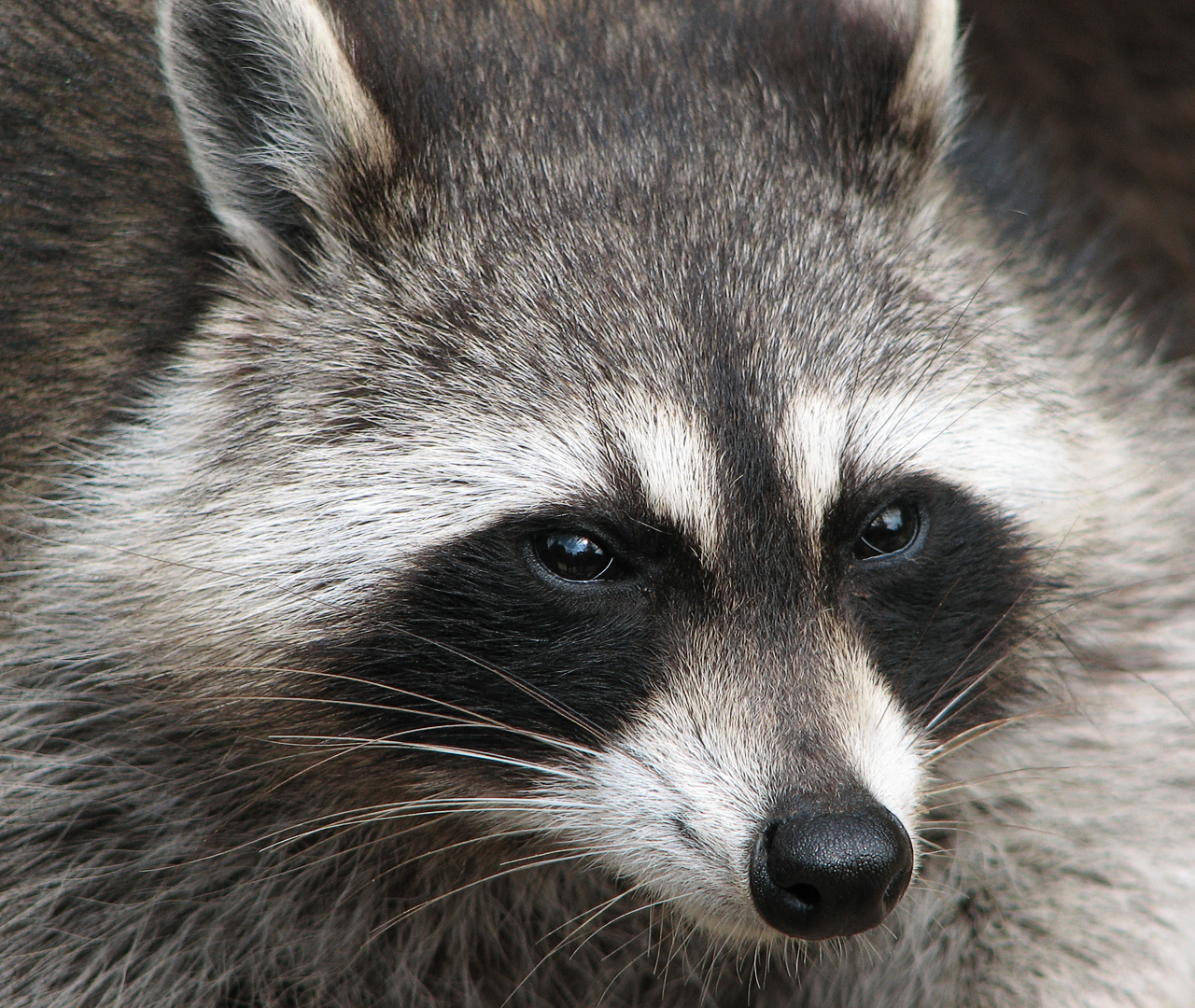
Un raton laveur (Procyon lotor), mésocarnivore impliqué dans la cascade trophique engendrée par la peur de grands carnivores.

Une cascade trophique peut être enclenchée par la prédation, mais aussi par la modification du comportement. Le risque de prédation, ou en d'autres mots la peur d'un prédateur, peut avoir un tel effet. Cela découle du fait que, en présence d'un risque de prédation, une proie se nourrira moins car elle passera davantage de temps en lieu sûr qu'en lieu riche en ressources. Pour la proie, il s'agit ici d'un compromis entre l'alimentation et la protection. En réduisant l'apport énergétique des individus d'une population de proies, le prédateur limite la taille de cette dernière, ce qui réduit la pression de prédation sur le niveau trophique inférieur. L'influence des prédateurs est donc directe et indirecte. 
Dans une étude récente, des chercheurs de différentes universités canadiennes ont montré que même en l'absence d'un prédateur, il est possible de provoquer une cascade trophique par la seule peur  de ce prédateur. Pour ce faire, ils ont placé des haut-parleurs sur certaines des îles Gulf, en Colombie-Britannique par lesquels ils ont projeté des aboiements de chien. Ces îles ont la particularité de ne plus héberger de grands carnivores tels le loup (Canis lupus), le cougar (Puma concolor) et l'ours noir (Ursus americanus), ces espèces ayant été localement exterminées par les activités humaines au cours du dernier siècle à l'exception du chien domestique (Canis lupus familiaris). Le raton laveur (Procyon lotor), un mésocarnivore, est présent sur certaines îles Gulf, mais absent sur d'autres. Sur le littoral des îles où le raton laveur est présent, l'abondance de crabes et de poissons, des proies du raton, est plus faible que là où il est absent. 
Les aboiements de chien ont eu une influence importante sur le comportement du raton laveur, ce qui a engendré une cascade trophique. En comparant les îles avec et sans aboiements, les chercheurs ont observé une baisse marquée du temps investi pour l'alimentation par le raton laveur. Ils ont aussi mesuré une nette augmentation de l'abondance des crabes et des poissons sur le littoral. Cette étude fournit des évidences empiriques montrant que la seule peur d'un prédateur est suffisante pour enclencher une cascade trophique.